# 300 Park Avenue South
Le 300 Park Avenue South (anciennement le Mills & Gibb Building  et actuellement également connu sous le nom de Creative Arts Center) est un bâtiment situé au coin nord-ouest de la East 22nd Street dans les quartiers Flatiron District / Gramercy Park de Manhattan, à New York. 

## Histoire
Le bâtiment de 16 étages de style Beaux-Arts a été conçu par Starrett & van Vleck. Construit en 1911 pour Mills & Gibb sur le site de l'ancienne église presbytérienne de la Quatrième Avenue  , il offrait une façade de 35 mètres sur la Quatrième Avenue et 30 mètres sur la Vingt Deuxième Rue  . Le bâtiment est achevé en 1911. L'ensemble du cadre en acier a été ignifugé avec des carreaux creux en terre cuite fournis par Henry Maurer & Son, New York City . 
Il est actuellement occupé par le Centre de recherche de New York de la Smithsonian Institution  , le Conseil des arts de l'État de New York, Wilhelmina Models, FanDuel et le Whitney Museum of American Art. Rockrose Development Corporation en est le propriétaire. 